# Защита Гундерама
Защита Гундерама — шахматный дебют, начинающийся ходами 
 1. e2-e4 e7-e5 
 2. Kg1-f3 Фd8-e7.
Относится к открытым началам.

## История
Дебют назван по имени немецкого шахматиста Герхарта Гундерама (1904—1992), который в своей книге провёл анализ этого начала. В XX веке ход ход 2. …Фd8-e7 применяли советские шахматисты В.Купрейчик и Н.Копылов, отличавшиеся оригинальным стилем игры. Современная теория считает дебют недостаточно корректным способом игры за чёрных, так как ферзь, выведенный в начале игры на поле е7, мешает дальнейшему развитию своих фигур. В современной турнирной практике дебют встречается редко.

## Варианты
- 3. Kb1-c3 Kg8-f6 4. Cf1-c4
  - 4. …Kb8-c6
  - 4. …c7-c6
  - 4. …h7-h6
- 3. Cf1-c4

## Примерная партия
Адамс — Раджабов, Триполи, 2004
1. e4 e5 2. Кf3 Фe7 3. Кc3 c6 4. d4 d6 5. Сc4 Сg4 6. de de 7. h3 Сh5 8. g4 Сg6 9. Сg5 f6 10. Сe3 Кd7 11. Кh4 0—0—0 12. Фe2 Кb6 13. Сb3 Фc7 14. Сd2 Сc5 15. 0—0—0 Кe7 16. Кf5 К:f5 17. ef Сf7 18. Кe4 С:b3 19. ab Сe7 20. Сa5 Лd5 21. С:b6 ab 22. Лd3 Л:d3 23. Ф:d3 Лd8 24. Фe2 b5 25. Лd1 Лd4 26. c3 Лd5 27. b4 Фb6 28. Kрb1 Kрb8 29. h4 Фd8 30. Kрc2 Kрc7 31. h5 Фa8 32. Kрb1 Фg8 33. f3 Фd8 34. Лd2 Фd7 35. Kрc2 h6 36. Лd1 Kрb8 37. Лa1 b6 38. Фe1 c5 39. bc bc 40. Фe2 c4 41. Лd1 Kрc7 42. Л:d5 Ф:d5 43. Фe3 Kрb7 44. Кd2 Kрb8. 1/2-1/2